# Pýthia

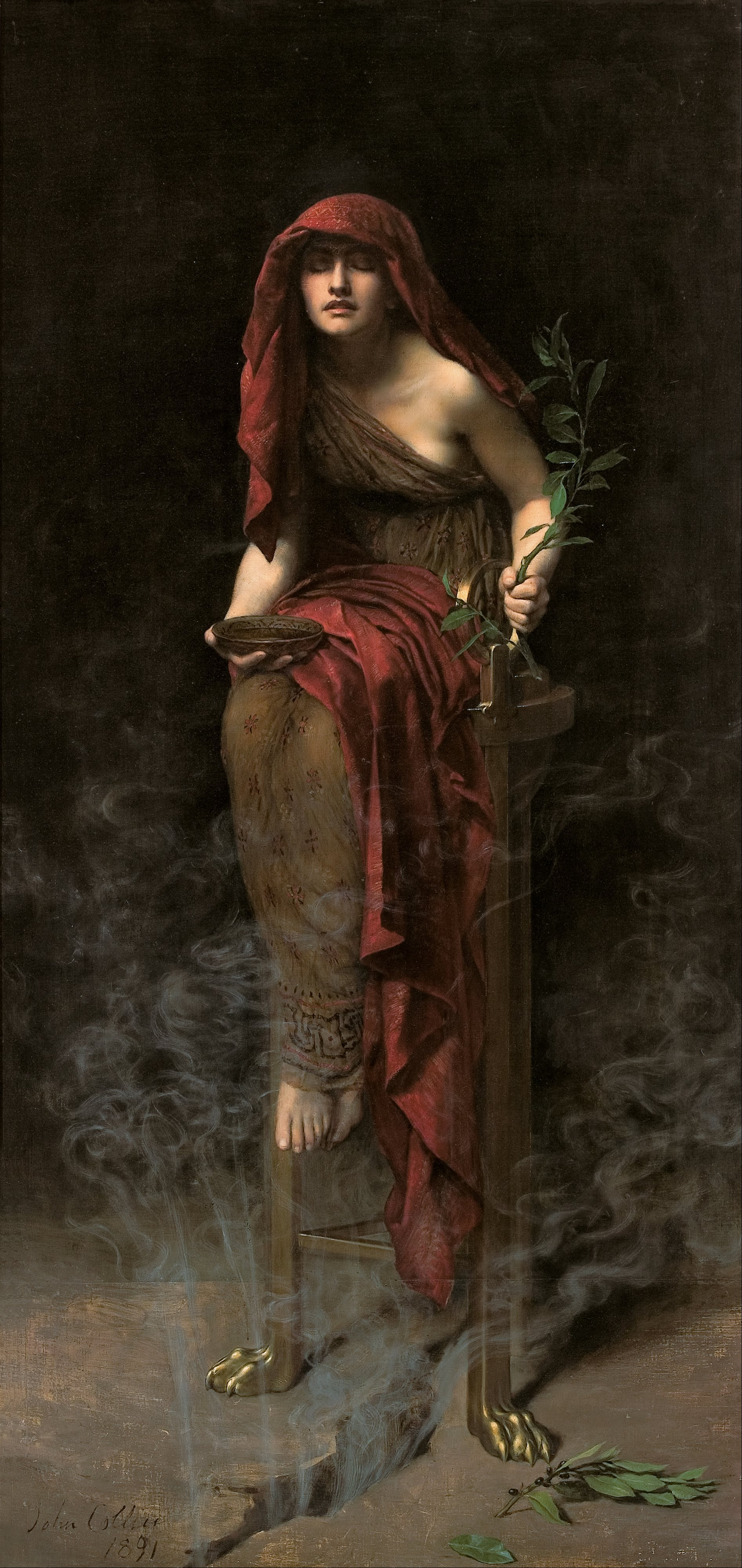
Umělecké ztvárnění Pýthie sedící na trojnožce; z pukliny pod ní stoupají výpary, které jí měly pomoci k viděním (John Collier: Priestess of Delphi (1891))

Pýthia (latinsky Pythia) byla věštkyně v Apollónově chrámu v Delfách, známé z mýtů i z historie. Pýthia byla Apollónovou věštící kněžkou, v delfské věštírně byla nejproslulejší a nejžádanější, a to nejen v dobách mytických, ale i historických. Věštírna ležela na úbočí hory Parnasu, v její blízkosti přebývaly Múzy.
O přesném průběhu věštby toho není příliš mnoho známo. Pýthia měla sedávat na vyvýšené trojnožce, a podle jedné z verzí vystupovaly ze skalní pukliny omamné výpary a Pýthia mumlavě pronášela výroky, jejichž smysl byl jen málokdy jednoznačný. Slova, která v extázi vyrážela, vyjadřovali přítomní kněží potom ve verších, zpravidla v mnohoznačných sděleních. Kladly se jí otázky z politiky a zákonodárství, kultu a mravů, ale i otázky týkající se osobního osudu.
Služby věštkyně byly placeny zlatem nebo uměleckými díly. Sbor kněží se o výrocích radil i podle lidského rozumu, často však volil taková slova, která umožňovala i protichůdný výklad, čímž byla zaručena věrohodnost či neomylnost výroku. Stávalo se často, že kněží (kteří se prý v předpovědích nemýlili) říkali slova, která si však příchozí vysvětlovali zcela jinak, podle svého přání.
Je známo mnoho předpovědí, která byla vysvětlena nesprávně a přinesla značné škody. Tradují se např. tato:
- Lýdský král Kroisos se před válečným tažením proti Peršanům tázal na výsledek války. „Překročíš-li řeku Halys, zničíš říši velikou“, pravila Pýthie. Stalo se, sebevědomě překročil řeku, byl však Peršany poražen a zničil tak vlastní říši.
- Králi Pyrrhovi épeirskému, který se chystal zdolat Římany, věštila: „Lid tvůj římské vojsko překoná!“ Král poté věřil ve své vítězství, ale i přes vojenské úspěchy postup Římanů do jižní Itálie nezastavil.[zdroj?]

Dodnes se říká „mluvit jako Pýthie“ – dvojznačně, dvojsmyslně.[zdroj?]